# Manuel Antunes de Almeida
Manuel Antunes de Almeida foi um engenheiro português.

## Biografia

### Vida pessoal e educação
Faleceu no dia 13 de Outubro de 1950, na sua residência em Évora, com 61 anos de idade. Na altura da sua morte, estava viúvo, e tinha duas filhas, Maria Elsa e Maria Piedade de Almeida.
Foi diplomado com o curso de Construções Civis e Obras Públicas em 1911.

### Carreira profissional, editorial e política
Pouco depois de ter sido diplomado, empregou-se nos Caminhos de Ferro do Estado, onde trabalhou nos estudos e na construção das Linhas do Sado e Guadiana; passou para a Companhia dos Caminhos de Ferro Portugueses quando os Caminhos de Ferro do Estado foram integrados naquela empresa, em 1927. Foi o responsável pelo assentamento de via no troço entre Cabeço de Vide e Fronteira do Ramal de Portalegre, e pela expansão da Estação de Estremoz.
Devido a problemas de saúde, aposentou-se alguns meses antes do seu falecimento; antes do seu aposentamento, ocupava a posição de chefe da Secção de Via e Obras de Évora.